# Аргентино-бразильська війна
Аргентино-бразильська війна (порт. Guerra da Cisplatina, ісп. Guerra del Brasil) — збройний конфлікт за територію, відому як Banda Oriental — «Східний Берег» (річки Ла-Плата) в 1820-х роках між Об'єднаними провінціями Ріо-де-ла-Плати (що неформально називалися Аргентиною) і Бразильською імперією за колишні іспанські території після відділення від неї віце-королівства Ріо-де-да-Плата.

## Передумови

Прапор бразильської провінції Сисплатина

На фоні повстань в багатьох частинах віце-королівства Ріо-де-ла-Плата і повернення під контроль Португалії спірних територій Ріу-Гранді-ду-Сул і «Східних місій», «Східний берег», у свою чергу, повстав проти іспанського уряду в 1811 році під керівництвом Хосе Гервасіо Артіґаса.
Ця територія стала називатися Східним Берегом (ісп. Banda Oriental) і увійшла в 1813 році до складу Федеральної Ліги (Liga Federal). Після військового вторгнення португальських військ Ліга розпадалася чотирма роками пізніше, а її провінції почали процес інтеграції у Об'єднані Провінції. У 1821 році, після поразки Артіґаса в битві при Такуарембо і за підтримкою місцевих аристократичних сімейств, Східних Берег був знову анексований Португалією під назвою провінції Сисплатина, що надало Португалії стратегічну територію в районі Ла-Плати та контроль над одним з найважливіших портів Провінцій. Після того, як дон Педру I оголосив незалежність Бразилії, провінція Сисплатина стала частиною Бразильської імперії.

## Конфлікт
З метою повернути контроль над провінцією, Конфедерація Об'єднаних Провінцій Ріо-де-ла-Плата переконала найсильнішу політичну групу провінції (так званих Orientales) під керівництвом Хуана Антоніо Лавальєхи повстати проти бразильського уряду, та надала їм політичну і матеріальну підтримку.
Через економічну залежність обох держав від Великої Британії, британський посередник Джордж Каннінг зіграв дуже важливу роль в конфлікті і його результатах. Зокрема, Британія зазнала фінансових втрат через припинення торгівлі, але й надавала військові позики обом сторонам конфлікту.
Після кількох років партизанської боротьби із Бразилією повстанців на чолі з Ріверою Фруктуосо і Хуаном Антоніо Лавальєхою, в 1825 році в місті Ла-Флорида був зібраний Конгрес, який проголосив незалежність провінції від Португалії і Бразильської імперії, підтверджуючи приналежність провінції до Об'єднаних Провінцій. У відповідь імператорський уряд Бразилії оголосив війну Об'єднаним Провінціям.
Імператорський флот блокував річку (затоку) Ла-Плата і її порти Буенос-Айрес і Монтевідео. Аргентинський флот був вимушений переміститися на південь, спочатку до міста Енсенада, а потім до Кармен де Патагонес. Бразилія спробувала узяти Кармен де Патагонес в 1827 році, пробуючи ще більше обмежити аргентинську зовнішню торгівлю, але не мала можливості надіслати достатні сили, і атака була відбити місцевим ополченням.
Тим часом аргентинська армія перетнула Ла-Плату і стала табором в Дурасно, звідки генерал Карлос Марія де Альвеар мав можливість загрожувати власне бразильській території. Бразильські війська на чолі з генералом віконтом ді Барбасена контратакували аргентинців у битві при Ітусайнго, але результат битви був невпевненим.
Педру I розпочав новий сухопутний наступ в кінці 1826 року, зібравши солдатів на півдні країни, переважно силами добровольців та європейських найманців. Проте він не мав можливості надіслати велику армію для опору аргентинцям через постійні повстання в провінціях самої Бразилії, що лише нещодавно здобула незалежність. Повстання відбувалися навіть у Ріо-де-Жанейро, столиці країни на той час.
Нестача достатньої кількості людей уповільнила атаку бразильської армії проти уругвайців та аргентинської армії. Війна прийняла характер невеликих сутичок, з яких битва при Ітусаїнго була найбільшою, в якій бразильцям не вдалося здобути перевагу. Інші важливі битви включали сухопутну битву при Саранді і морську битву при Монте-Сантьяго.
Проте станом на 1828 аргентинські сили під командуванням Фруктосо Рівери контролювали значну територію провінції, а значні військові витрати та тиск Британії не давали Бразилії можливості продовжувати війну, в результаті чого Бразилія була змушена розпочати мирні переговори.

## Наслідки
Обидві сторони зазнавали значних фінансових втрат в результаті війни, а міжнародна торгівля району Ла-Плати (перш за все з Британією) практично припинилася, в результаті переговори були вигідні обом сторонам, та розпочалися в 1828 році в Ріо-де-Жанейро. Посередниками на них виступили Франція і Британія, під тиском яких Об'єднані Провінції Ріо-де-ла-Плати і Бразильська імперія підписали Монтевідейський договір. Цей договір встановив незалежність Східного Берегу, який Аргентина не зуміла приєднати до себе, нова країна дістала назву Уругвай, а східна частина території провінції була передана Бразилії.
В самій Бразилії втрата Сисплатини стала новим приводом для незадоволеності населення урядом Педру I, особливо після коштовної та непопулярної війни. Хоча ця війна і не була головною причиною зречення імператора від трону в 1831 році, вона дала свій внесок.
Війна привела до посилення економічного впливу Британської імперії, яка набула права безмитної торгівлі в стратегічному районі Ла-Плати, а Бразилія та Аргентина ще протягом кількох десятків років виплачували Британії борги за отримані військові позики, що сильно уповільнювало економічний розвиток країн, особливо Бразилії. Незважаючи на роль Британії у війні, і присутність британських військово-морських чиновників з обох сторін конфлікту, війна в значній мірі невідома в англомовному світі.

#### Англійською
- Vale, Brian. «A War Betwixt Englishmen Brazil Against Argentina on the River Plate 1825—1830», I. B. Tauris
- McBeth, Michael Charles. The Politicians Vs. the Generals: The Decline of the Brazilian Army During the First Empire, 1822—1831 (University of Washington Press, 1972) 582 ст.
- Scheina, Robert L. Latin America's Wars, Volume I: The Age of the Caudillo, 1791—1899, Potomac Books Inc., 2003, ISBN 1574884492

#### Португальською
- Donato, Hernâni. Dicionário das Batalhas Brasileiras, Instituicao Brasileira de Difusao Cultural, 1996. ISBN 8534800340 (2-е видання)
- Theotonio Meirelles Da Silva. Historia Naval Brazileira, BiblioBazaar, LLC, 2008
- Бразильські ефемериди, португальською, барона Ріу-Бранку [Архівовано 11 жовтня 2016 у Wayback Machine.]

#### Іспанською
- Baldrich, Juan Amadeo. Historia de la Guerra del Brasil, EUDEBA, Buenos Aires, 1974
- Vale, Brian. Una guerra entre ingleses, Instituto de Publicaciones Navales, Buenos Aires, 2005